# Natalie Glebova
Natal'ja Vladimirovna Glebova, detta Natalie (in russo Наталья Владимировна Глебова?; Tuapse, 11 novembre 1981), è una modella canadese di origine russa, eletta Miss Universo 2005.
Dal 2007 al 2011 è stata sposata con Paradorn Srichaphan.